# Trichoniscus sulcatus
Trichoniscus sulcatus är en kräftdjursart som beskrevs av Karl Wilhelm Verhoeff 1917D. Trichoniscus sulcatus ingår i släktet Trichoniscus och familjen Trichoniscidae. Inga underarter finns listade i Catalogue of Life.